# Ballon d’Alsace
Ballon d’Alsace (1247 m n.p.m., niem. Elsässer Belchen) – rozległy szczyt górski w południowej części Wogezów, we Francji, na granicy krain historycznych: Alzacji, Lotaryngii i Franche-Comté. Najwyższy punkt znajduje się w południowej części masywu. W latach 1871–1918 przez Ballon d’Alsace biegła granica francusko-niemiecka. 
Na szczycie wznoszą się: kolumna z polichromowaną figurą Matki Boskiej (z 1860 roku), pomnik Joanny d’Arc autorstwa Mathurin Moreau, symbolizujący przywiązanie Francuzów do Alzacji (z 1909 roku), oraz monument upamiętniający francuskich saperów, poległych przy rozminowywaniu ojczyzny (z 1950 roku). Ponadto na Ballon d’Alsace można też obserwować pozostałości dawnych okopów z I wojny światowej oraz wiele znaków starej granicy między Francją i Niemcami (słupy graniczne z wyraźnymi literami „F” i „D”). 
Ballon d'Alsace, którego wierzchowina szczytowa nie jest porośnięta lasem, jest znanym punktem widokowym. Jest jednym z nielicznych szczytów w okolicy, umożliwiających obserwację we wszystkich kierunkach. Na południu można dostrzec Trouée de Belfort i łańcuch Jury, na wschodzie horyzont zamyka Schwarzwald, na północy szczyty Wogezów, a na północnym zachodzie rozpościera się dolina Mozeli. Przy dobrej widoczności dostrzec można znaczną część łańcucha Alp, z Matterhornem i Mont Blanc włącznie.. 